# Olga Lariónova
Olga Nikolàievna Lariónova,rus: О́льга Никола́евна Ларио́нов, nom de ploma d'Olga Nikolàievna Tiedeman rus: О́льга Никола́евна Тидема́н, (nascuda el 16 de març de 1935 a Leningrad) és una escriptora i autora de ciència-ficció soviètica i russa.

## Biografia
L'autora va créixer a Leningrad, on va sobreviure al bloqueig i va estudiar inicialment física nuclear a la Facultat de Física de la Universitat Estatal de Leningrad, abans de passar a la geofísica i després a la física dels metalls. Durant els seus estudis, va publicar la seva primera narració, titulada "Киска", el 1964, i va treballar només uns anys com a enginyera investigadora a l'Institut de Metal·lúrgia i Soldadura. L'any següent, va aparèixer la primera obra important, que la va portar a la fama: la novel·la "El lleopard del cim del Kilimanjaro", la trama de la qual és que “un efecte imprevist condueix al fet que una nau espacial torni a la Terra portant a bord les dates de morts de tots els que viuen a la Terra. La gent s'enfronta a una prova que requereix que tinguin estatura moral i resistència espiritual." La novel·la va tenir un gran èxit i ha estat traduïda a diversos idiomes.
El 1971 es va publicar la col·lecció "L'illa del coratge", que incloïa les obres de diversos anys de creativitat. Després d'això, fins a principis dels 80, l'escriptora només va publicar a revistes. El 1981, es va publicar a Lenizdat la segona col·lecció de l'autora, "El conte dels reis", i el 1983 a Molodaia gvàrdia la col·lecció "Signes del Zodíac".
El 1985 es va publicar la seva primera novel·la, titulada "La sonata del mar". el 1987, va rebre el premi Aelita, concedit al millor llibre de l'any. La trilogia completa, que inclou la novel·la "La sonata del mar" i titulada "Laberint per a troglodites", va veure la llum el 1991. El mateix any es va publicar la col·lecció “Formula de contacte”.
Després de "La sonata del mar" Lariónova va començar a escriure "òpera espacial", la història "El txakra del centaure". La història combinava l'entorn de l'"òpera espacial", "alta" fantasia i ciència-ficció espacial tradicional soviètica, i originalment fou concebuda com una broma literària o paròdia. El 1996 va aparèixer la continuació de la història: "Del·la-Ue·lla". Posteriorment, l'escriptor va combinar aquestes dues obres a la novel·la "Kreg coronat".

## Selecció d'obres
- L'illa del coratge (1971) - Остров мужества
- El lleopard del cim del Kilimanjaro (1972) - Леопард с вершины Килиманджаро
- La fórmula de contacte (1991) - Формула контакта
- On és la caça reial (1977) - Где королевская охота

Kreg coronat - Венценосный Крэг
- El txakra del centaure (1988) - Чакра кентавра
- Del·la-Uel·la (1996) - Делла-Уэлла
- L'Evangeli segons Kreg (1998) - Евангелие от Крэга
- El ratpenat de la lluna (2005) - Лунный нетопырь

Laberint per a troglodites - Trilogia
- La sonata del mar (1985) - Соната моря
- El tapir a quadres (1989) - Клетчатый тапир
- Laberint per a troglodites (1991) - Лабиринт для троглодитов

Signes del zodíac - Знаки зодиака
- El conte dels reis (1976) - Сказка королей
- El sol entra al signe de Bessons [= Àlbums de pàgines] (1979) - Солнце входит в знак Близнецов [= Страницы альбома] (1979)
- La sonata de la serp (1979) - Соната ужа (1979)
- El sol entra al signe de Verge (1981) - Солнце входит в знак Девы (1981)
- El sol entra al signe d'Aquari (1981) - Солнце входит в знак Водолея
- La sonata de les estrelles. Allegro (1981) - Соната звёзд. Аллегро (1981)
- La sonata de les estrelles. Andante (1981) - Соната звёзд. Анданте
- La creació dels mons (1983) - Сотворение миров
- Perun (1990) - Перун